# Каликст III (антипапа)
Ка́ликст III (умер около 1179) — антипапа с сентября 1168 по 29 августа 1177 (в миру Джованни де Струми), поставленный Фридрихом I Барбароссой против папы римского Александра III. Из всех противников Александра он правил дольше всех, но был и наименее опасен.
В нескольких источниках указывается, что он родом из города Ареццо, однако в хрониках подчас упоминается его венгерское происхождение. Заключив мир с папой в Венеции (в 1177), император отказался от своего ставленника. Папа решил не быть мстительным, и после отставки Калликста он сделал его своим наместником в контролируемом церковью Беневенте.